# Alasdair MacIntyre

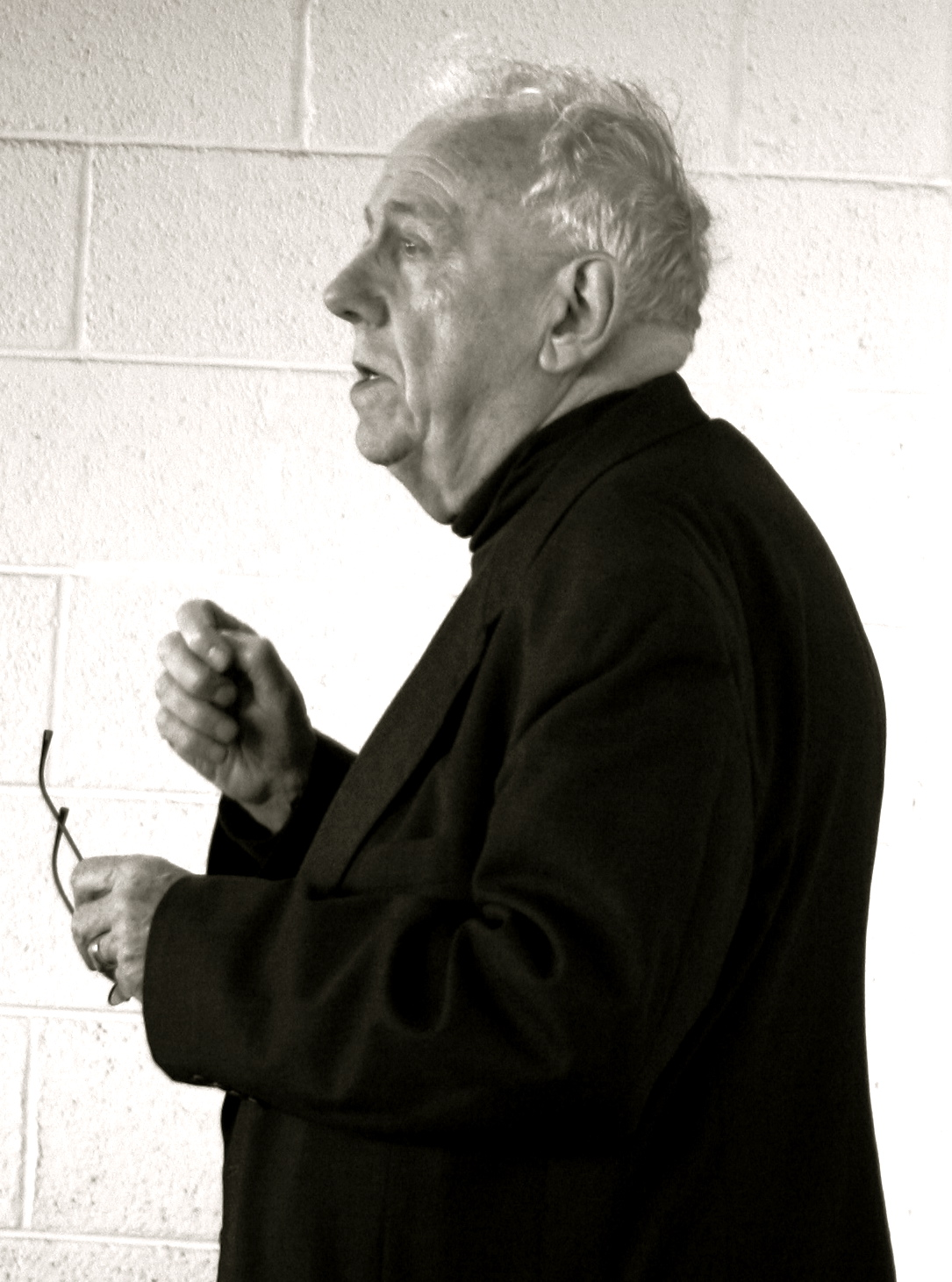
Alasdair MacIntyre (2009)

Alasdair Chalmers MacIntyre (* 12. Januar 1929 in Glasgow; † 21. Mai 2025) war ein britisch-US-amerikanischer Philosoph, der als einer der Hauptvertreter des Kommunitarismus galt. MacIntyre vertrat die Auffassung, dass das Projekt der Aufklärung im Sinne einer rationalen Grundlegung moralischen Handelns gescheitert sei. Seine Hauptintention war eine Rehabilitierung der aristotelischen Tugendethik, mit der er sich gegen die kantische Ethik und ihre verschiedenen liberalen und diskursethischen Fortführungen in der Gegenwart wandte.

## Leben
Alasdair MacIntyre war ein Sohn von schottischen Medizinern, aber er wuchs in England auf. Eine Tante führte ihn in die gälische Sprache, Literatur und Kultur seiner Vorfahren ein, die er zu schätzen begann. Er studierte die klassischen Sprachen Griechisch und Lateinisch am Queen Mary College der Universität London, wo er 1949 seinen Bachelor machte. An der Universität Manchester studierte er weiter, wo er 1951 seinen Master in Philosophie erhielt, 1961 bekam er einen weiteren Master von der Universität Oxford. Er vertiefte sich in die Werke von Plato, Aristoteles, Immanuel Kant, Karl Marx, Ludwig Wittgenstein, Karl Popper, John Stuart Mill und Franz Baermann Steiner und setzte sich mit deren Gedanken- und Ideenwelt auseinander. Von 1951 bis 1970 war er zunächst Lecturer in Philosophie und Religionsphilosophie, dann Professor für Soziologie an den englischen Universitäten Manchester, Leeds, Oxford und Essex.
Im Jahre 1970 wanderte MacIntyre in den Nordosten der USA aus und lehrte von 1970 bis 1972 als Professor für Ideengeschichte an der Brandeis University in Waltham in Massachusetts. Während der folgenden Jahre war er Professor für Philosophie und Politische Wissenschaften an der Boston University und von 1980 bis 1982 am Wellesley College, einem renommierten Frauencollege in Wellesley. Danach übernahm er eine Professur für Philosophie an der Vanderbilt University in Nashville in Tennessee. Von 1988 bis zu seiner Emeritierung 2010 lehrte MacIntyre Philosophie an der University of Notre Dame in South Bend in Indiana, ab dem Jahr 2000 war er dort Senior Research Professor am Center for Ethics and Culture.
MacIntyre war ab 1985 Mitglied der American Academy of Arts and Sciences, ab 1994 der British Academy, ab 2006 der American Philosophical Society und ab 1999 der Royal Irish Academy.

## Familie und Glaube
MacIntyre war dreimal verheiratet, seine erste Frau war Ann Peri, die zweite Susan Willans und die dritte Lynn Sumida Joy. Er hatte drei Töchter und einen Sohn aus den ersten beiden Ehen.
MacIntyre konvertierte in den achtziger Jahren zum Katholizismus und besuchte täglich die Heilige Messe, ohne jedoch als wiederverheiratet Geschiedener an der Kommunion teilzunehmen.

## Werk

### Überblick
MacIntyre befasste sich mit Themen der Ideologiekritik, Psychoanalyse und Moralgeschichte, bevor sich seine Philosophie zu einer zeitkritischen Moralphilosophie entwickelte. Die thematische Vielfalt seiner Lehrtätigkeit spiegelt sich wider in seinen zahlreichen ideengeschichtlichen, ideologiekritischen und moralphilosophischen Arbeiten. Er verfasste neunzehn Bücher und war bei fünf weiteren der Herausgeber.
In seinen Schriften Marxism (1953), Difficulties in Christian Belief (1959) und Marxism and Christianity (1968) setzte sich MacIntyre kritisch mit dem Marxismus und seinem Verhältnis zum Christentum auseinander. Während er anfänglich noch den Versuch unternahm, den Marxismus mit den sozialen Gehalten des Christentums zu verbinden (1953), sah er später (1968), besonders nach den negativen Erfahrungen des Stalinismus, im Marxismus keine wirkliche Alternative mehr, sondern gleichfalls eine Verkörperung der verfehlten modernen Gesellschaft.
MacIntyre beschäftigte sich danach immer eingehender mit der abendländischen moralischen Tradition. Als Ergebnis entstand 1966 das Werk A Short History of Ethics (dt.: Geschichte der Ethik im Überblick, 1994). MacIntyre kritisierte hier die unhistorische Betrachtungsweise der Moral, wie sie charakteristisch für die Analytische Philosophie sei. Er selbst versuchte demgegenüber, die jeweiligen Moralkonzeptionen innerhalb ihres historischen und kulturellen Kontextes zu rekonstruieren. Inhaltlich findet sich eine Sympathie für die aristotelische und eine Kritik der kantischen Ethik, wie sie 1981 in After Virtue, einem seiner Hauptwerke, noch systematisch entfaltet wird.
Kritisch wandte sich MacIntyre auch in seiner frühen Studie The Unconscious (1958, dt.: Das Unbewusste. Eine Begriffsanalyse, 1968) gegen die Psychoanalyse Freuds und ihren zentralen Begriff des Unbewussten.
In den USA entstand 1981 MacIntyres bedeutendstes Werk After Virtue (dt.: Der Verlust der Tugend, 1995), das ihn auch international bekannt gemacht hat. Er kritisiert darin die dem Aufklärungsprojekt verpflichtete moderne Moralphilosophie und die gegenwärtige gesellschaftliche Moral insgesamt und plädiert für eine zeitgemäße Wiederbelebung des ethischen Aristotelismus.
Für MacIntyre werden in der aktuellen Moralphilosophie völlig entgegengesetzte Positionen scheinbar mit schlüssigen Argumentationen vertreten. Dies ist seiner Ansicht nach ein Indiz dafür, dass die Sprache der Moral in einen Zustand der Unordnung übergegangen ist. Ergebnis dieses Verfallsprozesses sei der ethische Emotivismus, für den moralische Urteile in letzter Konsequenz nur Ausdruck von Gefühlen oder persönlichen Vorlieben sind. Dieser moralische Relativismus sei tief in das Selbstverständnis der westlichen Kultur eingedrungen, in der nicht mehr weiter begründbare Wertentscheidungen zum Ausgangspunkt jeglichen sozialen Handelns geworden sind. MacIntyre sieht dies als das verhängnisvolle Ergebnis des Projekts der Aufklärung. Seine Kritik richtet sich in erster Linie gegen den Formalismus der kantischen Moralphilosophie, aus dem sich keine gehaltvolle moralische Position entwickeln lasse, und der zum Dezisionismus Kierkegaards und dem Subjektivismus Nietzsches geführt habe.
In Whose Justice? Which Rationality? (1988) weitet MacIntyre seine aufklärungskritischen Thesen auf die Felder der Gerechtigkeit und praktischen Rationalität aus. In seinen Gifford Lectures von 1988 (1990 veröffentlicht unter dem Titel Three Rival Versions of Moral Enquiry. Encyclopaedia, Genealogy, and Tradition) nimmt er das Thema des modernisierungsbedingten Zerfalls der einheitlichen moralischen Tradition in mehrere inkommensurable moralsprachliche Systeme wieder auf.
In seinem Buch Dependent Rational Animals. Why Human Beings Need the Virtues (dt.: Die Anerkennung der Abhängigkeit. Über menschliche Tugenden, 2001) legte MacIntyre 1999 den Entwurf einer Tugendethik vor, der die bisherige aristotelische Ausrichtung seines Denkens durch Bezüge auf Thomas von Aquin erweiterte. MacIntyre analysierte hier die Bedürfnisstruktur des menschlichen Individuums, das sich in einer fundamentalen Abhängigkeit gegenüber den anderen Mitgliedern seiner Gemeinschaft (Familie, Nachbarschaft etc.) befinde. Dies werde am offensichtlichsten in bestimmten Lebensphasen (Kindheit, Alter) und Situationen (Krankheit, Behinderung), in denen unsere gesamte physische Existenz von anderen abhängt. Darüber hinaus bestehe eine fundamentale Abhängigkeit des Individuums von konkreten Gemeinschaften, um sein eigentliches Ziel, vermittels Arbeit im moralphilosophischen Sinne ein unabhängiges Subjekt zu werden, zu erreichen. Die Anerkennung der Abhängigkeit stellt dabei für MacIntyre den Schlüssel zur Unabhängigkeit dar.

### Moraltheorie

#### Moralisches Handeln und Tradition
Moralisches Handeln ist für MacIntyre nur innerhalb einer Gemeinschaft möglich. In Gemeinschaften spielen Traditionen eine entscheidende Rolle. Traditionen sind einer andauernden Entwicklung unterworfen. Sie beginnen mit einem autoritären Stadium, in dem bestimmte Überzeugungen, Texte und Äußerungen von Autoritäten fraglos übernommen werden. Im Verlauf der Geschichte kann es zu Konflikten und Krisen kommen, die dazu führen, dass diese Autoritäten in Frage gestellt und ihre Vorgaben neu formuliert werden. So werden die bestehenden Traditionen kontinuierlich weiterentwickelt, bis eventuell ein Punkt erreicht ist, an dem innerhalb einer bestehenden Tradition kein Fortschritt mehr möglich ist. Kommt es in einer Tradition zu Konflikten, die innerhalb ihrer nicht mehr bewältigt werden können, haben diese eine „epistemologische Krise“ zur Folge. Diese Krise kann überwunden werden, indem man eine konkurrierende Tradition verstehen lernt. Solange es nicht zu einer „epistemologischen Krise“ kommt, können unterschiedliche Traditionen nebeneinander bestehen. Bei Konflikten zwischen Traditionen gibt es keine Möglichkeit, sie rational zu lösen, da es keine traditionsunabhängigen Rationalitätskriterien gibt.

#### Moralische Krise der Gegenwart
In seinem Hauptwerk After Virtue. A Study in Moral Theory kritisiert MacIntyre die „rationalistische“ Moral der Aufklärung seit Kant, die dem Menschen keine Wurzeln gegeben habe. Anknüpfend an die Nikomachische Ethik des Aristoteles will er die Tradition der Tugendethiken wiederbeleben.
Die gesellschaftliche Moral und Moralphilosophie der Gegenwart sind für ihn das Ergebnis einer Geschichte des moralischen Niedergangs, die sich in drei Phasen unterscheiden lasse:

1. eine voraufklärerische, aristotelische Phase, in der die Rechtfertigung von Praxisnormen im Kontext von lebensweltlicher Tradition und gesellschaftlicher Lebenspraxis gelang
2. eine im Zeichen der Aufklärung stehende Phase, in der abstrakte, von Geschichte, Lebenswelt und Erfahrung absehende Rechtfertigungsprojekte mit Allgemeingültigkeits- und Zeitlosigkeitsanspruch unternommen wurden und scheiterten
3. eine im kulturellen Zynismus der Gegenwart kulminierende Phase, in der sich die Einsicht in das Scheitern der Aufklärung durchgesetzt hat, die instrumentelle Vernunft triumphiert und hinter der aufklärerischen Maske Beliebigkeit und Willkür herrschen

Einen Ausweg aus der kulturellen Krise der Gegenwart kann es nach MacIntyre nur unter Preisgabe des gesamten aufklärungsethischen Paradigmas und durch die Wiedergewinnung der tugendethischen Perspektive des Aristotelismus geben. Damit nimmt er im philosophischen Diskurs eher eine Außenseiterposition ein. Im deutschen Sprachraum wurde seine Philosophie wenig wahrgenommen und kaum rezipiert.

## Schriften (Auswahl)
- Marxism. An Interpretation, London 1953.
- The Unconscious. A Conceptual Analysis, New York 1958.
- Difficulties in Christian Belief, SCM Press, 1959.
- A Short History of Ethics. A History of Moral Philosophy from the Homeric Age to the Twentieth Century, Routledge, London 1967, ISBN 0-415-04027-2.
  - Deutsche Ausgabe: Geschichte der Ethik im Überblick. Vom Zeitalter Homers bis zum 20. Jahrhundert, Hain, Frankfurt am Main 1991, ISBN 3-445-04770-7.
- Herbert Marcuse: An Exposition and a Polemic, The Viking Press, New York 1970.
  - Deutsche Ausgabe: Herbert Marcuse - moderne theoretiker, Deutscher Taschenbuch Verlag, München 1971, ISBN 3-423-00764-8.
- After Virtue. University of Notre Dame Press 1981, ISBN 0-268-00594-X; second edition 1984, mit einem Postscript; third edition 2007, mit einem neuen Vorwort: "After Virtue after a Quarter of a Century".
  - Deutsche Ausgabe: Der Verlust der Tugend. Zur moralischen Krise der Gegenwart, übersetzt von Wolfgang Rhiel, Campus, Frankfurt am Main 1987 und 2006, ISBN 978-3-593-38222-7. Suhrkamp, Frankfurt am Main 1995, ISBN 3-518-28793-1.
- Three Rival Versions of Moral Enquiry: Encyclopedia, Genealogy, and Tradition, UND Press, Notre Dame 1990, ISBN 0-268-01877-4.
- Whose Justice? Which Rationality? UND Press, Notre Dame 1988, ISBN 0-268-01944-4.
- Dependent Rational Animals. Why Human Beings Need the Virtues, Duckworth, London 1999, ISBN 0-7156-2902-6.
  - Deutsche Ausgabe: Die Anerkennung der Abhängigkeit. Über menschliche Tugenden, Rotbuch, Hamburg 2001, ISBN 3-434-53088-6.